# Макдермотт, Элис
Элис Макдермотт (англ. Alice McDermott; род. 27 июня 1953 года в Бруклине, Нью-Йорк) — американская писательница, получившая Национальную премию США (National Book Award for Fiction) в 1998 году за роман «Charming Billy». Её романы также неоднократно номинировались на Пулитцеровскую премию.
Кинофильм «Той самой ночью» поставлен по одноимённому роману Элис Макдермотт.

## Биография
Элис Макдермотт родилась в 1953 году. В 1975 году окончила Университет штата Нью-Йорк в Осуиго со степенью бакалавра. В 1978 году получила степень магистра в Университете Нью-Гэмпшира.
В 1979 году вышла замуж за Дэвида Армстронга. У них трое детей: Уилл, Эймс и Патрик.